# Johann Esel

Johann Esel

Johann Esel (* 17. Dezember 1900 in Höflein bei Bruck an der Leitha, Niederösterreich; † 15. Januar 1987 in Wien) war ein österreichischer Politiker (NSDAP).

## Leben und Wirken
Nach dem Besuch der Volksschule wurde Johann Esel an der landwirtschaftlichen Berufsschule zum Bauern ausgebildet. Ab dem Februar 1918 nahm er mit dem österreichischen Infanterie-Regiment 84 am Ersten Weltkrieg teil. Bereits nach wenigen Wochen geriet er in Südtirol in italienische Kriegsgefangenschaft.
Am 20. April 1932 wurde Esel in die Bezirksbauernkammer der NSDAP gewählt, der Partei selbst trat er zum 1. Juni 1932 bei (Mitgliedsnummer 1.384.369). Im Österreich der Regierungen Dollfuss und Schuschnigg wurde Esel wegen Betätigung in der illegalen NSDAP verurteilt.
Nach dem deutschen Einmarsch in Österreich im März 1938 amtierte Esel als Kreisbauernführer des Kreises Bruck an der Leitha. Außerdem saß er von April 1938 bis zu seinem vorzeitigen Ausscheiden am 23. März 1941 als Abgeordneter für Österreich im nationalsozialistischen Reichstag. Grund seines Ausscheidens war ein Parteigerichtsverfahren: Esel wurde zur Last gelegt, er habe 1934 den österreichischen Behörden Angaben über die illegale Tätigkeit der NSDAP gemacht und sich im Oktober 1939 und Juni 1940 abfällig über hohe Funktionäre und Mandatsträger geäußert.